# Juncus equisetinus
Juncus equisetinus là một loài thực vật có hoa trong họ Juncaceae. Loài này được Proskur. mô tả khoa học đầu tiên năm 1975.